# Kỷ Tam Điệp
| Kỷ Tam Điệp                                           |                                                  |
| Nồng độ O 2 trung bình trong khí quyển giai đoạn này  | Khoảng 16 Vol % (80 % so với giá trị hiện tại)   |
| Nồng độ CO 2 trung bình trong khí quyển giai đoạn này | Khoảng 1750 ppm (6 lần giá trị tiền công nghiệp) |
| Nhiệt độ bề mặt nước biển trong giai đoạn này         | Khoảng 17 °C (3 °C trên mức hiện đại)            |

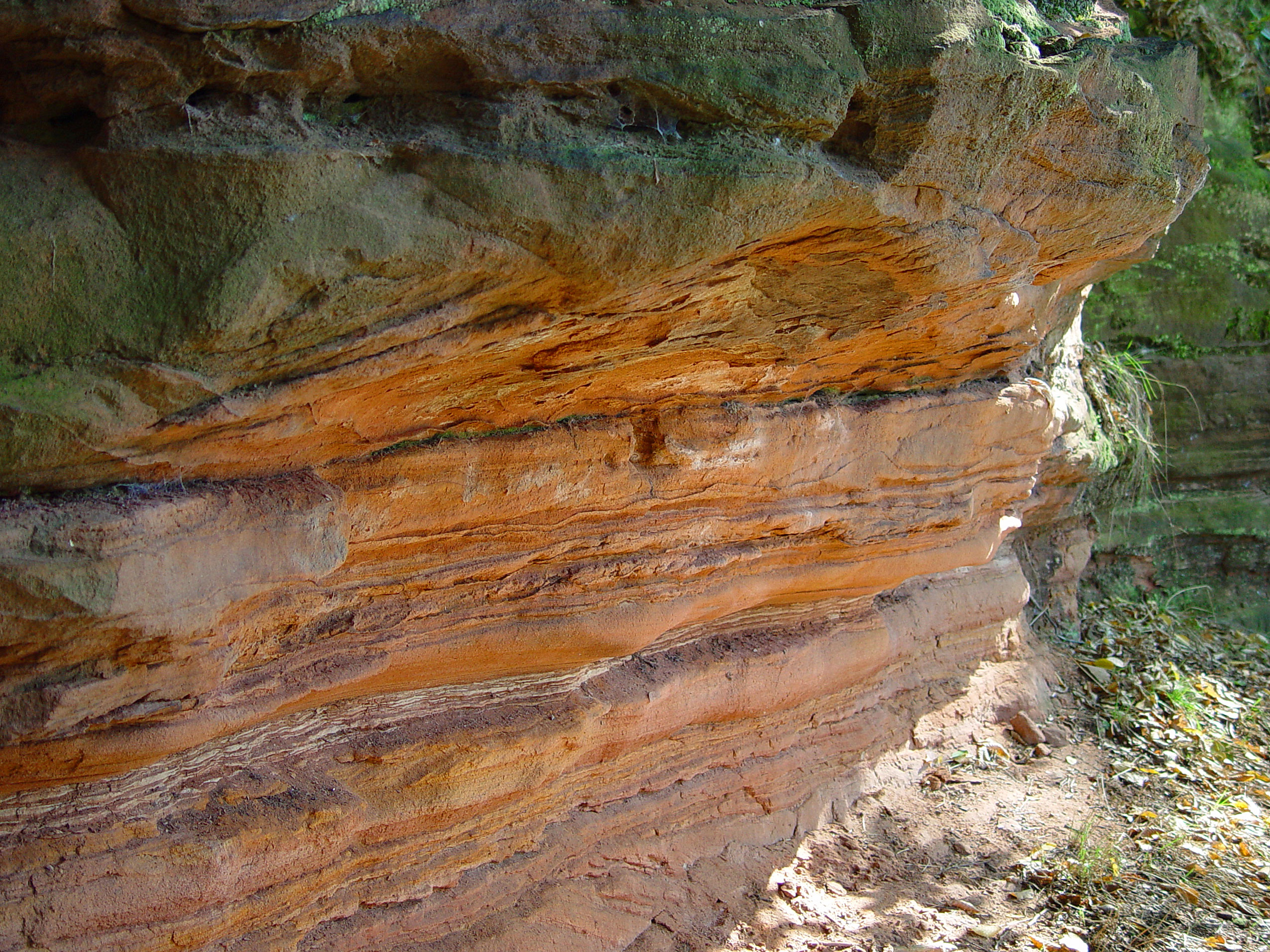
Sa thạch từ kỷ Tam Điệp.

Kỷ Trias (phiên tiếng Việt: Triat) hay kỷ Tam Điệp là một kỷ địa chất kéo dài từ khoảng 200 đến 251 triệu năm trước. Là kỷ đầu tiên của Đại Trung Sinh, kỷ Trias kế tiếp kỷ Permi và kế tiếp nó là kỷ Jura. Cả sự mở đầu lẫn sự kết thúc của kỷ Trias đều được đánh dấu bằng các sự kiện tuyệt chủng lớn. Sự kiện tuyệt chủng kết thúc kỷ Trias gần đây đã được xác định niên đại chính xác hơn, nhưng cũng giống như các kỷ địa chất cổ khác, các tầng đá để xác định sự bắt đầu và kết thúc dù đã được xác định khá tốt nhưng niên đại chính xác của kỷ này vẫn là điều không chắc chắn với sai số vài triệu năm.
Trong kỷ Trias, cả sự sống trong đại dương lẫn trên đất liền đã thể hiện sự bức xạ thích ứng bắt đầu từ sinh quyển đã bị kiệt quệ rõ ràng từ sự tuyệt chủng kỷ Permi – Trias. Các loại san hô từ nhóm Hexacorallia đã lần đầu tiên xuất hiện. Các loài thực vật hạt kín đầu tiên có thể đã tiến hóa trong kỷ Trias, cũng như những động vật có xương sống biết bay đầu tiên, nhóm các bò sát Pterosauria.

## Tên gọi
Tên gọi Trias lần đầu tiên được Friedrich Von Alberti gọi năm 1834 từ ba tầng đá khác biệt rõ ràng (tiếng Latinh trias có nghĩa là nhóm (bộ) ba) – là các tầng đá đỏ, phía trên là tầng đá phấn, tiếp theo là đá phiến sét màu đen - được tìm thấy ở nhiều nơi tại Đức và khu vực tây bắc châu Âu.
| Hệ/ Kỷ                                | Thống/ Thế | Bậc / Kỳ    | Tuổi (Ma) | Tuổi (Ma) |
| ------------------------------------- | ---------- | ----------- | --------- | --------- |
| Jura                                  | Dưới/Sớm   | Hettange    | trẻ hơn   | trẻ hơn   |
| Trias                                 | Trên/Muộn  | Rhaetia     | 201.3     | ~208.5    |
| Trias                                 | Trên/Muộn  | Noria       | ~208.5    | ~227      |
| Trias                                 | Trên/Muộn  | Carnia      | ~227      | ~237      |
| Trias                                 | Giữa       | Ladinia     | ~237      | ~242      |
| Trias                                 | Giữa       | Anisia      | ~242      | 247.2     |
| Trias                                 | Dưới/Sớm   | Olenek      | 247.2     | 251.2     |
| Trias                                 | Dưới/Sớm   | Indu        | 251.2     | 251.902   |
| Permi                                 | Lạc Bình   | Trường Hưng | già hơn   | già hơn   |
| Phân chia Kỷ Trias theo ICS năm 2020. |            |             |           |           |

## Niên đại và các phân kỷ
Kỷ Trias thông thường được chia thành ba phân kỷ là Trias sớm, Trias giữa và Trias muộn, và các tầng đá tương ứng được gọi là Hạ, Trung và Thượng Trias. Các tầng động vật từ trẻ đến già nhất là:
| Trias thượng/muộn (Tr3) |                                |
| Rhaetian                | (203,6 ± 1,5 – 199,6 ± 0,6 Ma) |
| Noric                   | (216,5 ± 2,0 – 203,6 ± 1,5 Ma) |
| Carnic                  | (228,0 ± 2,0 – 216,5 ± 2,0 Ma) |
| Trias trung/giữa (Tr2)  |                                |
| Ladin                   | (237,0 ± 2,0 – 228,0 ± 2,0 Ma) |
| Anisus                  | (245,0 ± 1,5 – 237,0 ± 2,0 Ma) |
| Trias hạ/sớm (Scythia)  |                                |
| Olenek                  | (249,7 ± 0,7 – 245,0 ± 1,5 Ma) |
| Induan                  | (251,0 ± 0,4 – 249,7 ± 0,7 Ma) |

## Cổ địa lý học

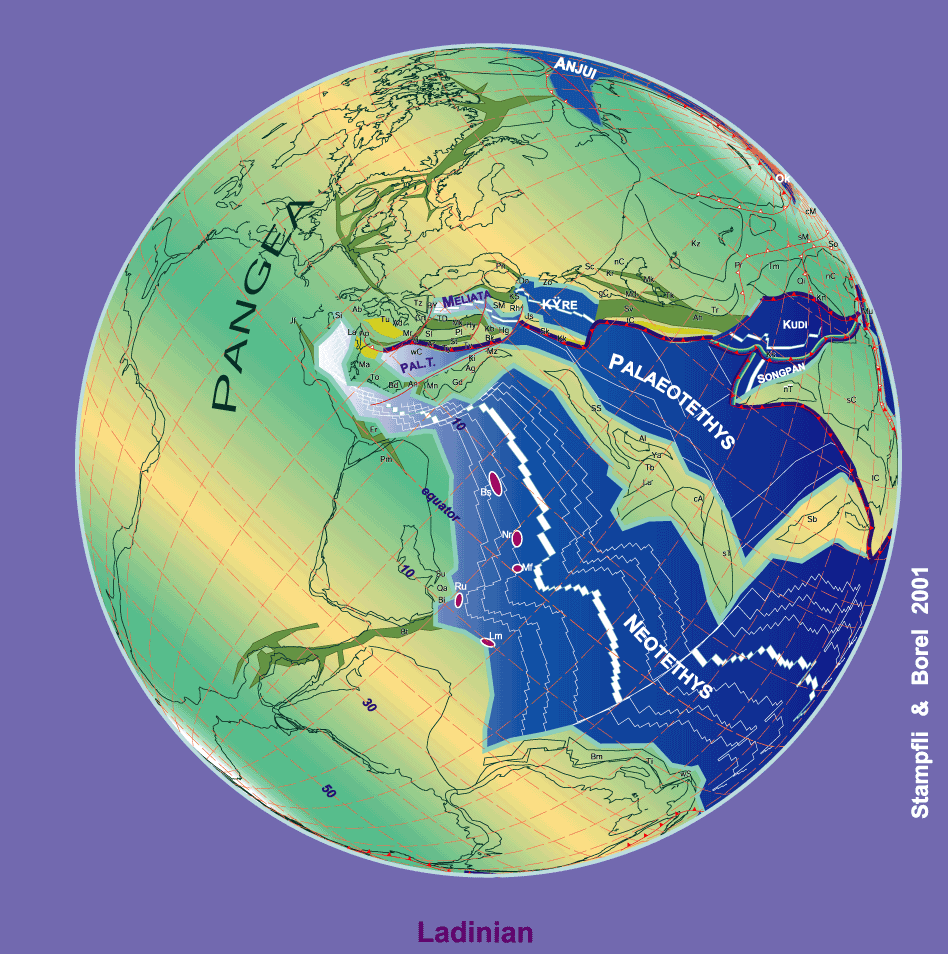
Trái Đất khoảng 230 triệu năm trước

Trong kỷ Trias, gần như toàn bộ phần đất liền của Trái Đất đã hội tụ thành một siêu lục địa duy nhất có trung tâm ở gần khu vực xích đạo, gọi là Pangea ("tất cả các khối đất"). Nó có dạng của một "Pac-Man" khổng lồ với "miệng" quay về phía đông, tạo thành biển Tethys, một vịnh biển rộng mênh mông được mở rộng về phía tây vào giữa kỷ Trias, do sự co rút lại của đại dương Paleo-Tethys, một đại dương đã tồn tại trong Đại Cổ Sinh. Phần còn lại là một đại dương được biết dưới tên gọi Panthalassa ("tất cả biển"). Tất cả các trầm tích sâu dưới đáy biển đã trầm lắng xuống trong kỷ Trias đã biến mất do sự sụt xuống của các địa tầng đại dương; vì thế, người ta biết rất ít về sự sống trong các đại dương thuộc kỷ Trias.
Siêu lục địa Pangaea bị rạn nứt trong kỷ Trias, đặc biệt là vào cuối kỷ, nhưng vẫn chưa bị tách ra; các trầm tích biển đầu tiên trong vết nứt sớm nhất, là vết nứt đã chia tách New Jersey ra khỏi Maroc ngày nay, có nguồn gốc vào cuối kỷ Trias. Do đường bờ biển hữu hạn của một khối siêu lục địa duy nhất nên các trầm tích đại dương kỷ Trias là tương đối khan hiếm, ngoại trừ sự đa dạng tại Tây Âu, là nơi mà người ta nghiên cứu kỷ Trias lần đầu tiên. Chẳng hạn, tại Bắc Mỹ, các trầm tích đại dương chỉ có một số ít tại miền tây. Vì thế địa tầng học kỷ Trias chủ yếu dựa trên các sinh vật sống trong các phá và các môi trường siêu mặn, chẳng hạn các loài giáp xácEstheria.

## Khí hậu
Khí hậu đầu kỷ Trias nói chung là khô và nóng, tạo ra các tầng đá đỏ điển hình gồm sa thạch và evaporit. Không có chứng cứ cho thấy có sự tồn tại của sông băng tại hay gần các cực; trên thực tế, các khu vực miền địa cực dường như là ẩm ướt và mát mẻ, một khí hậu thích hợp cho các sinh vật dạng bò sát. Kích thước lớn của Pangea đã hạn chế hiệu ứng làm dịu của đại dương; khí hậu lục địa của nó có tính phân chia theo mùa rõ ràng, với mùa hè rất nóng và mùa đông lạnh giá (Stanley, 452-3). Rất có thể là nó có gió mùa mạnh và xuyên qua xích đạo (Stanley, 452-3).

## Các dạng sự sống
Trong kỷ Trias, ba loại hình chính của sinh vật có thể được phân chia như sau: những sinh vật còn sót lại từ sự kiện tuyệt chủng kỷ Permi-Trias, một vài nhóm mới đã phát triển nhanh chóng nhưng ngắn ngủi và các nhóm mới đã thống lĩnh thế giới trong đại Trung sinh.

### Động vật biển
Trong các môi trường đại dương thì các kiểu san hô mới và hiện đại đã xuất hiện vào thời kỳ Trias sớm, tạo thành các mảng đá ngầm có kích thước khiêm tốn hơn so với các hệ thống san hô lớn của kỷ Devon hay của đá ngầm ngày nay. Các động vật chân đầu (lớp Cephalopoda) có vỏ, gọi chung là con cúc (phân lớp Ammonoidea) đã phục hồi, đa dạng hóa từ một nhánh duy nhất còn sống sót sau sự kiện tuyệt chủng cuối kỷ Permi. Các loài cá khá đồng nhất, phản ánh một thực tế là còn rất ít các họ cá sống sót sau sự kiện tuyệt chủng này. Khi đó cũng tồn tại nhiều dạng bò sát sinh sống trong các đại dương. Chúng bao gồm các nhóm thằn lằn chân chèo (siêu bộ Sauropterygia), bao gồm các phân bộ Pachypleurosauria và Nothosauria (cả hai nhóm này đều phổ biến ở thời Trung Trias, đặc biệt là trong khu vực biển Tethys), các loài bò sát thuộc các bộ Placodontia và Plesiosauria đầu tiên; các loài bò sát giống như lươn thuộc bộ Thalattosauria (chi Askeptosaurus); và thằn lằn cá (bộ Ichthyosauria) khá thành công, đã xuất hiện trong các vùng biển thời Trias sớm và đa dạng hóa khá sớm, một số cuối cùng đã phát triển với kích thước khổng lồ vào cuối kỷ Trias.

### Thực vật trên cạn
Trên đất liền, những loại thực vật còn sống sót là ngành Lycopodiophyta (thạch tùng, thông đất), thống lĩnh là tuế (ngành Cycadophyta), ngành Ginkgophyta (đại diện ngày nay là bạch quả (Ginkgo biloba)) và dương xỉ có hạt. Thực vật có hạt thống lĩnh mặt đất. Ở bán cầu bắc, các loài thông là chủ yếu. Glossopteris (dương xỉ có hạt) đã thống trị bán cầu nam vào đầu kỷ Trias.

### Động vật trên cạn
Động vật lưỡng cư bộ Temnospondyli thuộc nhóm các sinh vật sống sót sau sự kiện tuyệt chủng kỷ Permi-Trias, một số nòi giống (ví dụ cận bộ Trematosauria) đã thịnh vượng trong một thời gian ngắn thời Trias sớm, trong khi các nhóm khác (ví dụ siêu họ Capitosauroidea) vẫn duy trì được thành công trong toàn kỷ, hoặc chỉ phát triển mạnh vào thời Trias muộn(ví dụ các siêu họ Plagiosauroidea, Metoposauroidea). Đối với các nhóm lưỡng cư khác, các loài thuộc phân lớp Lissamphibia đầu tiên được biết đến từ thời Trias sớm, nhưng nhóm này về tổng thể chưa phổ biến cho tới tận kỷ Jura, khi các lưỡng cư Temnospondyli đã trở nên rất hiếm.
Các loài bò sát trông tựa như cá sấu thuộc cận lớp Archosauromorpha – đặc biệt là nhóm Archosauria – đã thay thế mạnh mẽ cho các loài bò sát giống thú thuộc lớp Cung thú (Synapsida) đã thống trị trong kỷ Permi. Mặc dù bò sát răng chó (chi Cynognathus) đã từng là động vật ăn thịt hàng đầu vào thời kỳ đầu kỷ Trias (Olenekia và Anisia) tại Gondwana, và cả các loài bò sát hai răng chó (họ Kannemeyeriidae thuộc cận bộ Dicynodontia) lẫn bò sát một răng chó (gomphodont thuộc cận bộ Cynodontia) vẫn là các động vật ăn cỏ quan trọng trong phần lớn thời gian của kỷ này, nhưng vào cuối kỷ Trias thì các bò sát giống thú này chỉ đóng vai trò không đáng kể. Trong khoảng thời kỳ Carnia (phần đầu của Trias muộn), một số Cynodontia còn ưu thế đã tiến hóa thành các động vật có vú đầu tiên. Cùng thời gian đó thì các bò sát cổ chim (nhóm Ornithodira), cho đến lúc đó vẫn còn ít và không có ảnh hưởng đáng kể, đã tiến hóa thành thằn lằn có cánh (bộ Pterosauria) và các chủng loại khủng long (siêu bộ Dinosauria). Bò sát mắt cá chân chéo (nhóm Crurotarsi) là một nhánh quan trọng khác của Archosauria, và trong thời kỳ Trias muộn chúng cũng đạt tới đỉnh cao của sự đa dạng, với các nhóm khác biệt, bao gồm các bộ Phytosauria, Aetosauria, một vài nòi giống riêng biệt của bộ Rauisuchia, và các bò sát dạng cá sấu (bộ Crocodylia) đầu tiên (nhánh Sphenosuchia). Trong lúc ấy thì các loài bò sát hai cung (bộ Rhynchosauria) ăn cỏ to lớn và các loài bò sát thuộc bộ Prolacertiformes ăn côn trùng hay ăn cá có kích thước từ nhỏ đến trung bình đã là các nhóm bò sát Archosauromorpha cơ sở quan trọng trong phần lớn kỷ Trias.
Trong số các bò sát khác, các loài rùa biển sớm nhất thuộc siêu họ Chelonioidae, như các chi Proganochelys và Proterochersis, đã xuất hiện trong thời kỳ Noria (thời kỳ giữa của Trias muộn). Bò sát thuộc cận lớp Lepidosauromorpha - đặc biệt là bộ Sphenodontia, lần đầu tiên được biết tới trong các mẫu hóa thạch có niên đại sớm hơn một chút (trong thời kỳ Carnia). Procolophonidae là một nhóm quan trọng các động vật ăn cỏ kích thước nhỏ giống như thằn lằn.
Nhóm Archosauria ban đầu hiếm hơn so với các Therapsida vốn đã thống trị hệ sinh thái kỷ Permi trên mặt đất, nhưng nhóm này bắt đầu lấn át therapsida vào giữa kỷ. Điều này có thể đã đóng góp cho quá trình tiến hóa của động vật có vú bằng cách buộc các therapsida còn sống sót và các nhóm dạng thú có vú của nó phải thu nhỏ kích thước, chủ yếu ăn côn trùng và sống về đêm. Cuộc sống vào ban đêm có thể đã khiến các dạng thú có vú phải phát triển lông và có cường độ trao đổi chất cao hơn (máu nóng).

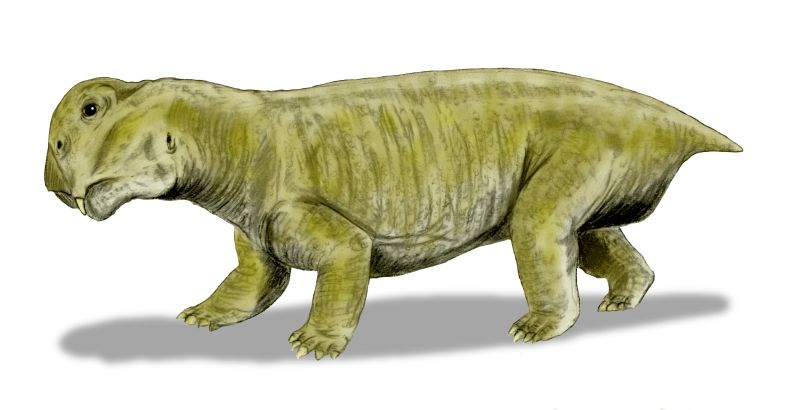
Lystrosaurus là động vật có xương sống đất phổ biến nhất trong kỷ Trias sớm, khi sự đa dạng của động vật đã giảm đi rất nhiều.
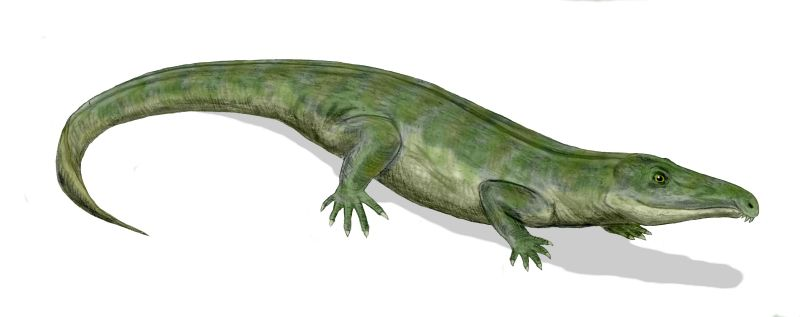
Proterosuchus, một loài bò sát ăn thịt giống cá sấu đã tồn tại trong kỷ Trias sớm.
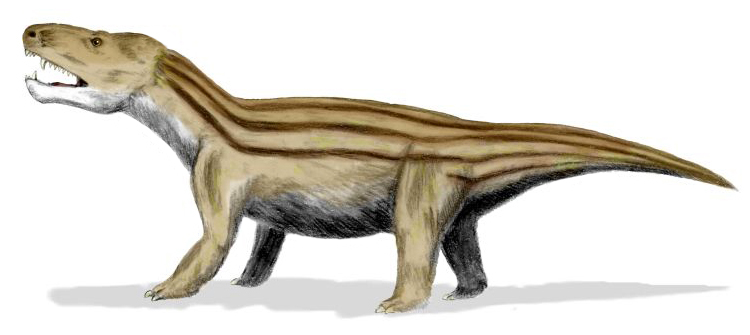
Cynognathus là một dạng bò sát răng chó ở đầu kỉ Trias. Động vật có vú thật sự đầu tiên đã xuất hiện trong giai đoạn này.
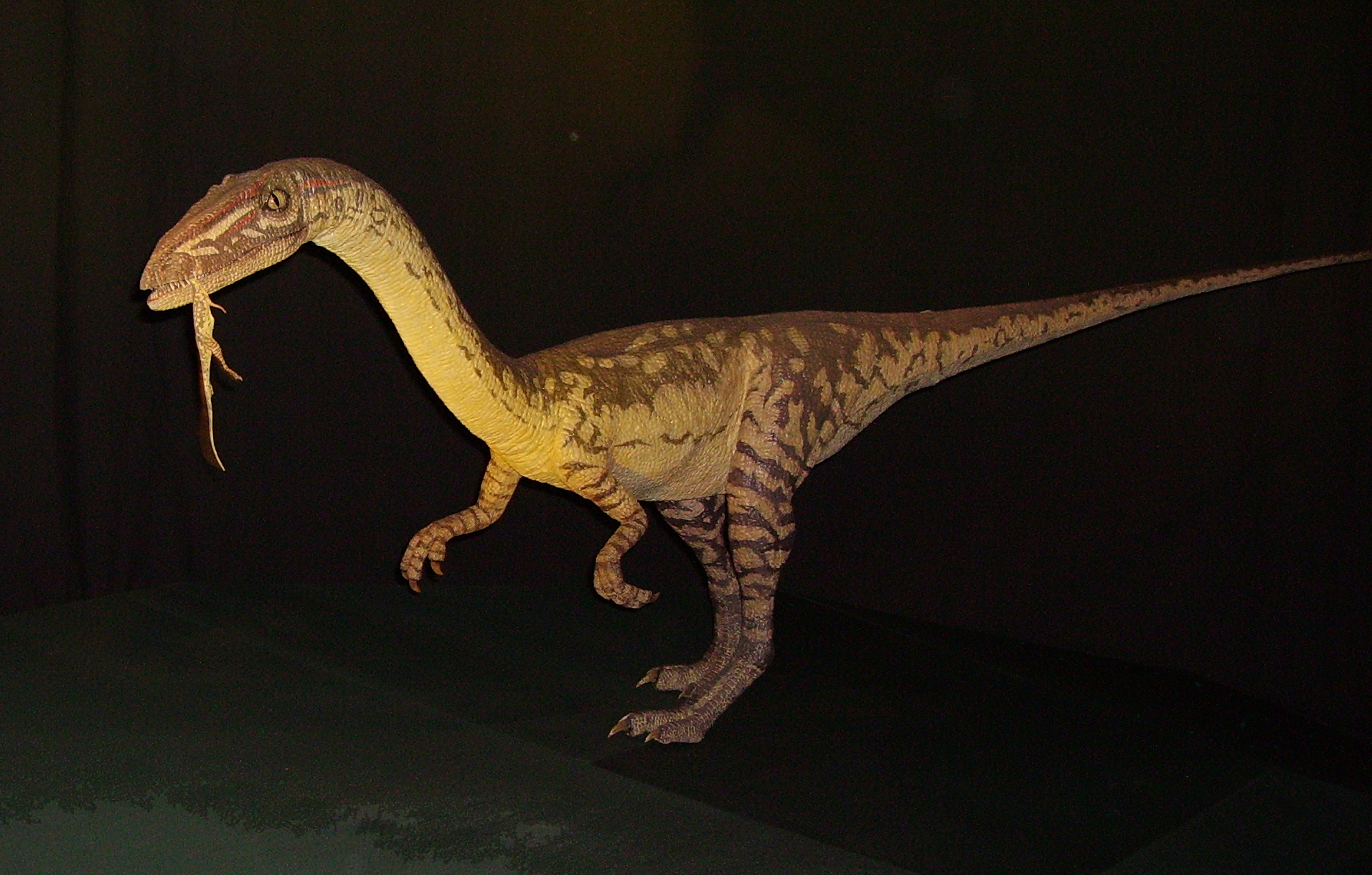
Coelophysis, một dạng Khủng long nguyên thủy đã xuất hiện vào giữa kỷ.
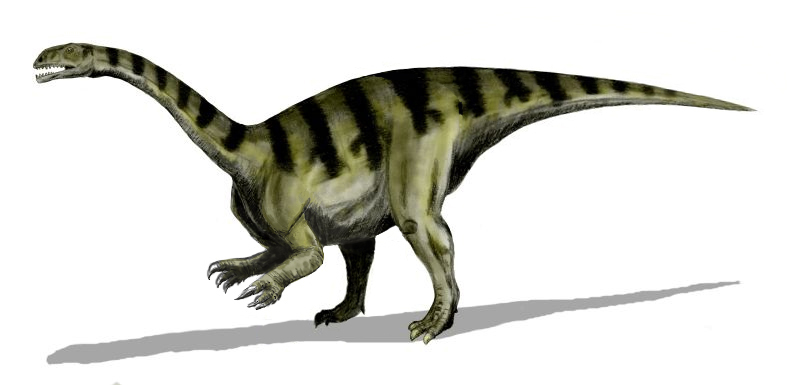
Plateosaurus là một Khủng long dạng chân thằn lằn nguyên thủy, sống ở kỷ Trias muộn.

## Lagerstätten
Lagerstätte Monte San Giorgio, hiện nay nằm trong khu vực hồ Lugano ở miền bắc Italy và Thụy Sĩ, vào thời kỳ kỷ Trias là một phá biển nằm sau các dải đá ngầm với lớp đáy thiếu oxy, vì thế đã không có các sinh vật ăn xác thối và ít sự hỗn loạn trong quá trình hóa thạch. Các tàn tích của cá, và nhiều loại bò sát sống ở biển, bao gồm các bò sát thuộc phân bộ Pachypleurosauria phổ biến là chi Neusticosaurus và Archosauromorpha cổ dài kỳ quái (chi Tanystropheus), cùng với một vài dạng bò sát sống trên đất liền như các chi Ticinosuchus và Macrocnemus, đã được phát hiện tại khu vực này. Tất cả các hóa thạch này có niên đại vào giai đoạn chuyển tiếp Anisia/Ladinia (khoảng 237 triệu năm trước).

## Sự kiện tuyệt chủng cuối kỷ Trias
Bài chính: Sự kiện tuyệt chủng kỷ Trias-Jura.
Kỷ Trias kết thúc với sự tuyệt chủng hàng loạt, đặc biệt nghiêm trọng trong các đại dương; các loài động vật có xương sống với răng nón thuộc lớp Conodonta đã biến mất, cũng giống như là gần như toàn bộ các loài bò sát biển, ngoại trừ thằn lằn cá (Ichthyosauria) và thằn lằn chân chèo (Plesiosauria). Các động vật không xương sống như ngành Tay cuốn (Brachiopoda), lớp Chân bụng (Gastropoda) thuộc ngành thân mềm (Mollusca) bị ảnh hưởng nặng nhất. Trong lòng đại dương, 22 % các họ động vật biển và có lẽ khoảng một nửa các chi đã biến mất, theo như nhà cổ sinh vật học Jack Sepkoski từ Đại học Chicago.
Tuy vậy sự kiện tuyệt chủng kết thúc kỷ Trias đã tàn phá không đồng đều ở mọi nơi các hệ sinh thái trên đất liền (xem dưới đây), một vài nhánh quan trọng các bò sát Crurotarsi (bò sát Archosauria lớn trước đó đã được nhóm cùng nhau như là Thecodontia) đã biến mất, giống như phần lớn các động vật lưỡng cư nhóm Labyrinthodontia to lớn, một số các nhóm bò sát kích thước nhỏ và một vài loài bò sát nhóm Synapsida (ngoại trừ các loài tiền-động vật có vú). Một số các khủng long nguyên thủy thời kỳ đầu cũng bị tuyệt chủng, nhưng các nhóm khủng long khác, dễ thích nghi hơn thì đã sống sót để tiến hóa trong kỷ Jura. Các loài thực vật sống sót để thống lĩnh thế giới trong Đại Trung Sinh có các loài thông, tùng, bách hiện đại và thực vật dạng tuế.
Người ta vẫn chưa chắc chắn điều gì đã gây ra sự tuyệt chủng Trias muộn này, được kèm theo nó là các phun trào núi lửa lớn vào khoảng 208-213 triệu năm trước, sự kiện phun trào núi lửa lớn nhất được ghi nhận lại kể từ khi Trái Đất đã nguội đi và ổn định, do siêu lục địa Pangaea bắt đầu tách ra. Các nguyên nhân có thể là sự lạnh đi toàn cầu hoặc thậm chí là va chạm của sao băng, mà miệng hố va chạm còn được thấy gần hồ chứa nước Manicouagan, Quebec, Canada. Tuy nhiên, tại miệng hố va chạm Manicouagan, nghiên cứu gần đây đã chỉ ra rằng các loại đá nóng chảy do va chạm trong miệng hố có niên đại khoảng 214±1 Ma trong khi niên đại của ranh giới Trias-Jura cũng đã được xác định chính xác hơn trong thời gian gần đây là khoảng 202±1 Ma. Cả hai niên đại này đều thu được độ chính xác bằng cách sử dụng các dạng chính xác hơn của phương pháp xác định niên đại bằng phóng xạ, cụ thể là sự phân rã của urani thành chì trong ziriconi được hình thành do va chạm. Vì thế chứng cứ này gợi ý là va chạm Manicouagan đã xảy ra trước sự kết thúc của kỷ Trias khoảng 12±2 Ma. Vì vậy nó khó có thể là nguyên nhân trực tiếp của sự tuyệt chủng hàng loạt đã quan sát được (Hodych & Dunning, 1992).
Số lượng các đợt tuyệt chủng Trias muộn còn gây tranh cãi. Một số nghiên cứu cho rằng khi đó có ít nhất hai chu kỳ tuyệt chủng về phía kết thúc của kỷ Trias, cách nhau khoảng 12 đến 17 triệu năm. Nhưng chứng cứ phản bác lại điều này chính là nghiên cứu gần đây về hệ động vật Bắc Mỹ. Tại Công viên quốc gia rừng hóa đá (Petrified Forest National Park) ở đông bắc Arizona có một chuỗi duy nhất các trầm tích trên đất liền thời kỳ cuối Carnia-đầu Noria. Phân tích năm 2002 ( Lưu trữ ngày 6 tháng 11 năm 2003 tại Wayback Machine) đã không tìm thấy sự thay đổi đáng kể nào trong cổ môi trường. Các hóa thạch của bò sát thuộc bộ Phytosauria, phổ biến nhất tại đây, chỉ chịu sự thay đổi ở cấp độ chi, và hàng loạt các loài vẫn được duy trì như cũ. Một số loài bò sát thuộc bộ Aetosauria, động vật bốn chân phổ biến thứ hai và các khủng long thời kỳ đầu đã không thấy có thay đổi gì. Tuy nhiên, cả Phytosauria và Aetosauria đều nằm trong nhóm các bò sát Archosauria bị xóa sổ hoàn toàn vào thời gian của sự kiện tuyệt chủng kết thúc kỷ Trias.
Dường như khi đó đã có một vài kiểu cách tuyệt chủng cuối thời Carnia, khi một vài nhóm bò sát dạng Archosauromorpha ăn cỏ bị tiêu diệt, trong khi các loài bò sát Therapsida lớn hơn và ăn cỏ— như các loài bò sát hai răng chó họ Kannemeyeriidae và bò sát một răng chó họ Traversodontidae— đã bị suy giảm nhiều ở nửa phía bắc của Pangaea (Laurasia).
Các đợt tuyệt chủng trong phạm vi kỷ Trias vào thời điểm kết thúc của nó đã cho phép khủng long mở rộng tầm ảnh hưởng của chúng tới nhiều khu vực còn bỏ trống. Khủng long có lẽ đã là thống trị, đa dạng và phổ biến ngày càng tăng và chúng còn duy trì được điều này trong 150 triệu năm tiếp theo. "Kỷ nguyên Khủng long" thực sự là kỷ Jura và kỷ Phấn trắng (Cretaceous), chứ không phải kỷ Trias.